# Thread (informatica)

Un processo con due thread

Un thread o thread di esecuzione, in informatica, è una suddivisione di un processo in due o più filoni (istanze) o sottoprocessi che vengono eseguiti concorrentemente da un sistema di elaborazione monoprocessore (monothreading) o multiprocessore (multithreading) o multicore.

## Definizioni
La specificazione dell'implementazione dei thread e dei processi dipende dal sistema operativo, ma in generale un thread è contenuto all'interno di un processo e diversi thread contenuti nello stesso processo condividono alcune risorse, lo spazio d'indirizzamento del processo, mentre processi differenti non condividono le loro risorse.
Un thread è composto essenzialmente da tre elementi: program counter, valori nei registri e stack. Le risorse condivise con gli altri thread di uno stesso task sono essenzialmente la sezione di codice, la sezione di dati e le risorse del sistema operativo.
Nelle architetture a processore singolo, quando la CPU esegue alternativamente istruzioni di thread differenti, si parla di multithreading a divisione di tempo: la commutazione fra i thread avviene di solito tanto frequentemente da dare all'utente l'impressione che tutti i task siano eseguiti contemporaneamente. Nelle architetture multi-processore i thread vengono invece realmente eseguiti contemporaneamente, cioè in parallelo, ciascuno su un distinto core.
Quando delle azioni sono effettuate a livello di thread tutta l'informazione di stato riguardante l'esecuzione viene tenuta in strutture dati a livello di thread. Ci sono comunque molte azioni che influiscono su tutti i thread di un processo e che il sistema operativo deve gestire a livello di processo. A questo genere di azioni appartengono la sospensione e la terminazione di un processo. In entrambi i casi la rimozione dalla memoria dello spazio di indirizzamento si ripercuote su tutti i thread che condividono quello spazio di indirizzamento e che entrano quindi tutti insieme nello stato di sospensione o di terminazione.
Come i processi anche i thread hanno uno stato di esecuzione e possono sincronizzarsi tra loro. Gli stati di un thread sono ready, running e blocked.
Ci sono quattro operazioni di base associate ai cambiamenti di stato di un thread.
- Creazione: quando un processo viene creato, si crea anche un thread. Successivamente un thread può creare un altro thread a cui deve fornire il puntatore delle istruzioni e gli argomenti: vengono creati un contesto per i registri e gli stack, e il nuovo thread è messo nella coda dei ready.
- Blocco: quando un thread deve aspettare un particolare evento entra in stato blocked (salvando i registri utente, il program counter e lo stack pointer)
- Sblocco: quando si verifica l'evento per cui il processo era stato posto in stato blocked, il thread passa allo stato ready.
- Terminazione: quando un thread completa il suo compito, il suo contesto per i registri e i suoi stack vengono deallocati.

## Applicazioni
Applicazioni tipiche dei thread sono la parallelizzazione di un programma per sfruttare i moderni processori multi core e/o i core a più thread: infatti un singolo thread può essere eseguito su un solo core per volta, ma un core se munito dell'HT (Hyper-Threading) o dell'SMT (Simultaneous Multithreading) può eseguire 2 thread.
Nelle interfacce utente i thread sono usati estensivamente per evitare di congelare l'interfaccia quando il programma sta eseguendo un altro compito in background. Per esempio un browser Web può scorrere una pagina web anche se il suo caricamento non è completato; allo stesso modo i controlli di un lettore multimediale sono accessibili anche mentre il lettore sta riproducendo un filmato.
Il vantaggio principale dei Thread è nelle prestazioni: operazioni come creazione, terminazione e cambio tra due thread di un processo richiedono meno tempo rispetto alla creazione, terminazione e cambio di processi.
I thread migliorano anche l'efficienza della comunicazione fra i programmi in esecuzione. Nella maggior parte dei sistemi operativi, la comunicazione fra processi indipendenti richiede l'intervento del kernel per fornire un meccanismo di protezione e di comunicazione. Invece i thread, dato che all'interno di uno stesso processo condividono memoria e file, possono comunicare fra loro senza chiamare il kernel.

## Difficoltà
La programmazione concorrente, cioè la scrittura di applicazioni multithread, ha reputazione di essere una tecnica abbastanza difficile. In realtà usare un thread non comporta particolari difficoltà di per sé: la difficoltà consiste, invece, nel sincronizzare l'accesso alle risorse da parte di diversi thread che agiscono in concorrenza sulle medesime risorse. La presenza di due o più thread che accedono contemporaneamente agli stessi dati può portare a risultati imprevisti e indesiderati. Infatti, senza l'applicazione di particolari tecniche di programmazione, non è possibile prevedere in maniera deterministica, al momento dell'esecuzione, quando verrà eseguito quel thread specifico: la loro progressione dipende infatti dalle priorità decise dallo scheduler del sistema operativo e non dal programmatore. 
Più thread infatti possono accedere ad una stessa variabile e modificarne il contenuto o valore. Sebbene questo non accada nello stesso momento perché l'accesso ad una variabile, che di fatto è memorizzata in memoria RAM, è intrinsecamente limitata ad un'unità al massimo, può accadere che un thread modifichi il valore di una variabile, mentre un altro thread necessita del vecchio valore memorizzato in essa. Si ricorre pertanto all'uso di tecniche di sincronizzazione come la mutua esclusione per risolvere il problema.
Ne consegue che idealmente un thread dovrebbe eseguire del codice quanto più possibile indipendente dal resto del programma. Inoltre gli errori nella sincronizzazione tra thread sono spesso molto difficili da individuare perché la loro occorrenza dipende essenzialmente dall'ambiente in cui il programma viene eseguito.
La sincronizzazione di un thread con un altro è normalmente necessaria per permettere a questi di comunicare tra di loro e di restituire i risultati di una funzione al processo principale; essa viene normalmente realizzata tramite mutex.